# Нурецький комплексний заказник

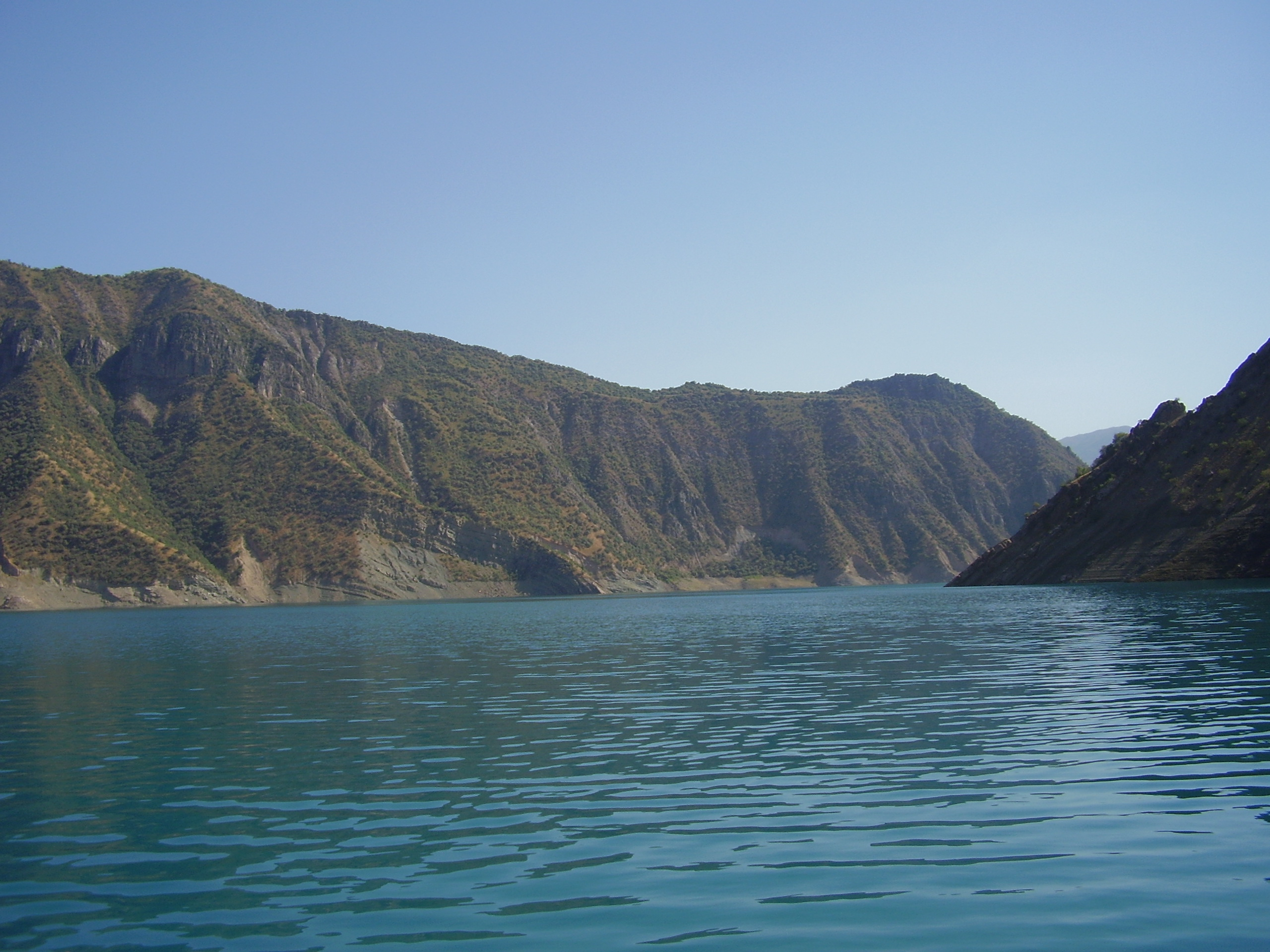
Нурецьке водосховище

Нурецький комплексний заказник — природоохоронна територія із статусом республіканської в Таджикистані. Організований у 1984 році і охоплює східну частину Нурецького водосховища. Його мета — збереження гірських екосистем у зоні створення штучного водосховища та подальше вивчення їх еволюції. У майбутньому планується його реорганізація в Національний природний парк на березі двох штучних водойм — Нурецького та Рогунського.

## Територія
Територія заказника включає південні схили хребта Сурхку з висотними відмітками від 800 до 2000—2200 метрів, частину акваторії Нурецького водосховища і невелику ділянку (до 5 тисяч га) північного схилу основного пасма Вахшського хребта висотою до 3000 метрів над рівнем моря. Площа 14,4 тис. га. Природні комплекси заказника входять частково в Південно-Таджицьку та Гіссаро-Дарвазьку провінції що призводить до значного різноманіття екосистем.

## Флора
На хребті Сурхку виділяються екосистеми арчовніків із типчаковими степами. На Вахшському хребті зустрічаються перехідні форми екосистеми деревно-чагарникових широколистяних, а ближче до вододілу екосистеми субальпійського колючотрав'я.
Поширені такі ендеміки: екзохорда (Exochorda albertii), растеллі (Restella albertii), деревоподібна ліана (Actinidia colomicta). З деревної рослинності в нижньому поясі хребта Сурхку зустрічаються мигдаль (Amygdalus sp .), глід (Amygdalus sp .), фісташка (Pistacia sp.). По берегах водосховища домінують угруповання багрянки з травостоєм з ефемерів тощо. У вододілу основний фон створюють формації арчі Зеравшанськой (Juniperus seravhanica).

## Фауна
Фауна багата та різноманітна. З кажанів — широковух складчатогубий (Tatarida teniotis); на Вахшському хребті — тянь-шанський бурий ведмідь (Ursus arctos isabellinus), середньоазійська видра (Lutra lutra), туркестанський підвид рисі (Felis lynx isabellina), сніжний барс (Uncial uncia), уріа (Ovis vignei bochararensis).
Птахи — стерв'ятник (Neophron percnopterus), беркут (Aquila chrysaetus), ягнятник (Gypaetus barbatus), балабан (Falco cherrug coatsi), тощо. Досить звичайна середньоазійська кобра (Naja oxiana). Оптимальної чисельності досягають такі мисливсько-промислові види, як свиня дика (Sus scrofa nigretus), лисиця звичайна (Vulpes vulpes), кам'яна куниця (Martes foina), а з птахів — кеклик (Alectoris kakelik).